# 王鳴玉
王鳴玉（16世紀—17世紀），字六端，號薳澨，湖廣承天府沔陽州景陵縣人，明朝政治人物。

## 生平
王鳴玉是萬曆四十年（1612年）的舉人，天啟二年（1622年）成進士，獲授庶吉士，四年轉任兵科給事中，管皇城，五年升工科右，管厂库，巡青，六年升吏科左，巡视京营，以正直聞名，魏閹憎恨他不依附，被外任陕西隴西道副使，臨行前依然上疏數千言指責朝廷奸人，抵任時適逢久旱，部下卻犯禁採礦，他獨自馳諭對方：「良民已受苦良久，不應再恐懼官員，立刻停止採礦，否則誅殺你！」又在烈日披髮徒步禱告，很快大雨降下，嘯聚解散，人民歡呼說：「觀察生我，不然已經被殺了。」六年升隴右道副使，七年升陕西参政。
崇禎帝即位，特旨起用王鳴玉為刑科左給事中，因為讓囚犯逃脫失職外調，二年降为江西按察司知事，五年升任工部主事，八年改礼部祠祭司主事，升禮部精膳司郎中，不久稱病辭官。

## 家族
曾祖王世爵。祖父王栢，诰赠中大夫陕西右参政。父王道弘，敕封文林郎兵科給事中，誥封中大夫陕西右參政。